# Liste der Baudenkmale in Leegebruch
In der Liste der Baudenkmale in Leegebruch sind alle Baudenkmale der brandenburgischen Gemeinde Leegebruch und ihrer Ortsteile aufgelistet. Grundlage ist die Veröffentlichung der Landesdenkmalliste mit dem Stand vom 31. Dezember 2020. Die Bodendenkmale sind in der Liste der Bodendenkmale in Leegebruch aufgeführt.

## Legende
In den Spalten befinden sich folgende Informationen:
- ID-Nr.: Die Nummer wird vom Brandenburgischen Landesamt für Denkmalpflege vergeben. Ein Link hinter der Nummer führt zum Eintrag über das Denkmal in der Denkmaldatenbank. In dieser Spalte kann sich zusätzlich das Wort Wikidata befinden, der entsprechende Link führt zu Angaben zu diesem Denkmal bei Wikidata.
- Lage: die Adresse des Denkmales und die geographischen Koordinaten. Link zu einem Kartenansichtstool, um Koordinaten zu setzen. In der Kartenansicht sind Denkmale ohne Koordinaten mit einem roten beziehungsweise orangen Marker dargestellt und können in der Karte gesetzt werden. Denkmale ohne Bild sind mit einem blauen bzw. roten Marker gekennzeichnet, Denkmale mit Bild mit einem grünen beziehungsweise orangen Marker.
- Bezeichnung: Bezeichnung in den offiziellen Listen des Brandenburgischen Landesamtes für Denkmalpflege. Ein Link hinter der Bezeichnung führt zum Wikipedia-Artikel über das Denkmal.
- Beschreibung: die Beschreibung des Denkmales
- Bild: ein Bild des Denkmales und gegebenenfalls einen Link zu weiteren Fotos des Baudenkmals im Medienarchiv Wikimedia Commons

## Baudenkmale
| ID-Nr.   | Lage                             | Bezeichnung                                                   | Beschreibung | Bild                                                          |
| -------- | -------------------------------- | ------------------------------------------------------------- | --- | ------------------------------------------------------------- |
| 09165417 | Am Anger (Lage)                  | Katholische Kirche St. Petrus                                 | | Katholische Kirche St. Petrus                                 |
| 09165437 | Birkenallee / Eichenallee (Lage) | Ehrenmal für die Opfer des Konzentrationslagers Sachsenhausen | Ehrenmal für die Opfer des Konzentrationslagers Sachsenhausen                                                                        | Ehrenmal für die Opfer des Konzentrationslagers Sachsenhausen |
| 09165461 | Birkenallee 35 (Lage)            | Wohnhaus mit Wirtschaftsteil                                  | | Wohnhaus mit Wirtschaftsteil                                  |
| 09165281 | Dorfaue (Lage)                   | Kapelle und Leichenhalle                                      | Die Alte Kapelle ist ein ehemaliger Sakralbau. Die Kapelle diente bis 1975 als Sakralbau und wurde danach für andere Zwecke genutzt. | Kapelle und Leichenhalle                                      |

## Ehemalige Baudenkmale
| ID-Nr. | Lage                                  | Bezeichnung    | Beschreibung | Bild |
| ------ | ------------------------------------- | -------------- | ------------ | ---- |
|        | Havelhausener Straße / Am Wall (Lage) | Pflasterstraße |              |      |